# House of the Rising Sun (Izgubljeni)
House of the Rising Sun je šesta epizoda prve sezone televizijske serije Izgubljeni. Režirao ju je Michael Zinberg, a napisao Javier Grillo-Marxauch. Prvi puta se emitirala 27. listopada 2004. godine na televizijskoj mreži ABC.
Jin-Soo Kwon (Daniel Dae Kim) brutalno napada Michaela Dawsona (Harold Perrineau), ali preživjeli ne razumiju razlog zbog toga što niti Jin niti njegova supruga Sun-Hwa Kwon (Yunjin Kim) ne pričaju engleski jezik već samo korejski. U međuvremenu Jack Shephard (Matthew Fox) predlaže preživjelima da se s plaže presele u pećine. Glavni lik radnje epizode je Sun. 

## Radnja

### Prije otoka
Sun se nalazi na zabavi. Konobar Jin joj daje papirić na kojem piše da se zajedno nađu kasnije. Sun želi s Jinom pobjeći u Ameriku, ali on inzistira na tome da moraju reći njezinom ocu da se viđaju. Uskoro Jin i njezin otac razgovaraju o njihovoj vezi nakon čega mu njezin otac kaže da odobrava vezu, ali samo pod uvjetom da Jin započne raditi za njega. Jedne noći nakon njihova vjenčanja, Jin se vraća kući preliven nečijom krvlju. Sun je ljuta što Jin ne želi s njom razgovarati o tome pa mu opali šamar. On joj na to kaže da radi za njezinog oca sve ono što mu ovaj naredi. Nekoliko godina kasnije Sun potajno planira napustiti Jina i svojeg oca kako bi bila slobodna raditi štogod želi. Međutim, u posljednji trenutak se predomisli (zbog lijepe geste koju joj suprug priredi) pa se zajedno s njim ukrca na zrakoplov 815. 

### Na otoku
Sedmi je dan nakon pada zrakoplova, 28. rujna 2004. godine, a Jack Shephard, Kate Austen (Evangeline Lilly), Charlie Pace (Dominic Monaghan) i John Locke (Terry O'Quinn) odlaze do pećina kako bi uzeli vodu i istražili područje.
Sun je šokirana kada vidi da Jin napada Michaela na plaži bez očitog razloga. Sawyer i Sayid ih uspijevaju rastaviti pa lisicama vežu Jina za olupinu aviona. Michael kaže da je napad rasno motiviran za što kasnije svome sinu Waltu Lloydu (Malcolm David Kelley) kaže da nije istina. U pećinama mala skupina preživjelih otkriva dva leša koje Locke prigodno nazove "Adam i Eva". Prema stanju njihove raspadnute odjeće Jack procijeni da su leševi mrtvi barem 40, 50 godina, a uskoro kod njih otkriva i dva kamena: jedan crni i drugi bijeli. Malo potom Charlie i Locke čiste ostatke olupine kod pećina i Locke prizna Charlieju da ga prepoznaje kao predvodnika skupine Drive Shaft.
Jack i Kate vraćaju se na plažu i Jack počne nagovarati ostatak preživjelih da se s plaže presele u pećine. Grupi nije jasno zašto bi se micali s plaže gdje mogu održavati signal vatrom kako bi ih spasioci lakše pronašli; neki su za odlazak u pećine drugi nisu. Uskoro se velika grupa razdvaja u dvije manje: Jack, Locke, Charlie, Hurley, Jin, Sun, Ethan, Dr. Arzt, Doug i Sullivan odu do pećina dok Kate, Sawyer, Sayid, Claire, Michael, Walt, Vincent, Shannon, Boone, Rose, Scott i Steve ostaju na plaži.
Sun uskoro pronalazi Michaela i na savršenom engleskom kaže da moraju razgovarati. Nakon početnog šoka zbog ovog saznanja, Sun kaže Michaelu da Jin ne zna za njezino znanje engleskog. Objašnjava mu da ga je Jin napao zbog sata kojeg nosi na ruci, a koji pripada njezinom ocu. Michael kaže da ga je pronašao u jednoj od olupina aviona. 
U pećinama Locke kaže Charlieju da zna da je ovaj ovisan o heroinu. Govori mu da će mu otok pokazati gdje je njegova izgubljena gitara ako se prestane drogirati. Charlie mu predaje heroin i Locke mu pokazuje gdje se nalazi gitara što Charlieja baci u ekstazu. Na plaži Kate odbija otići s Jackom u pećine. Michael opako prilazi Jinu sa sjekirom, skida sat sa svoje ruke i baca mu ga uz povike da vrijeme ionako ništa ne znači na ovom otoku. Nakon toga ga uz pomoć sjekire oslobađa lisica i govori mu da se kloni njega i njegovog sina.
Te noći u pećinama Charlie svira svoju giratu dok Jack dolazi u pećine s ostalim ljudima s plaže. 

## Gledanost
Epizodu House of the Rising Sun gledalo je 16.83 milijuna Amerikanaca.

## Vanjske poveznice
- "House of the Rising Sun"[neaktivna poveznica] na ABC-u